# Academia Venezuelana da Língua
A Academia Venezuelana da Língua (em espanhol: Academia Venezolana de la Lengua) é uma instituição cultural venezuelana pública cujo objetivo é estudar o desenvolvimento da Língua espanhola na Venezuela, velando por su integridad y cuidar que su desarrollo natural no menoscabe sus raíces. É membro da Associação de Academias da Língua Espanhola.
Foi fundada  em 10 de abril de 1883 por decreto do Presidente Antonio Guzmán Blanco.